# Adrián López
Artikeln följer den spanska namnseden; faderns efternamn är López och moderns efternamn Álvarez.
Adrián López Álvarez, mer känd som enbart Adrián, född 8 januari 1988 i Teverga, Asturias, är en spansk fotbollsspelare som spelar för Osasuna som anfallare.

## Klubbstatistik
| Klubb              | Säsong             | Liga    | Liga | Cup     | Cup | Kontinentalt | Kontinentalt | Totalt  | Totalt |
| Klubb              | Säsong             | Matcher | Mål  | Matcher | Mål | Matcher      | Mål          | Matcher | Mål    |
| ------------------ | ------------------ | ------- | ---- | ------- | --- | ------------ | ------------ | ------- | ------ |
| Oviedo             | 2004–05            | 4       | 1    | 0       | 0   | –            | –            | 4       | 1      |
| Oviedo             | 2005–06            | 26      | 3    | 3       | 0   | –            | –            | 29      | 3      |
| Oviedo             | Totalt             | 30      | 4    | 3       | 0   | –            | –            | 33      | 4      |
| Deportivo          | 2006–07            | 15      | 1    | 6       | 1   | –            | –            | 21      | 2      |
| Deportivo          | 2007–08            | 7       | 0    | 1       | 0   | –            | –            | 8       | 0      |
| Deportivo          | Totalt             | 22      | 1    | 7       | 1   | –            | –            | 29      | 2      |
| Alavés             | 2007–08            | 10      | 3    | 0       | 0   | –            | –            | 10      | 3      |
| Alavés             | Totalt             | 10      | 3    | 0       | 0   | –            | –            | 10      | 3      |
| Deportivo          | 2008–09            | 0       | 0    | 0       | 0   | 2            | 0            | 2       | 0      |
| Málaga             | 2008–09            | 28      | 3    | 2       | 0   | –            | –            | 30      | 3      |
| Málaga             | Totalt             | 28      | 3    | 2       | 0   | 2            | 0            | 32      | 3      |
| Deportivo          | 2009–10            | 34      | 4    | 5       | 0   | –            | –            | 39      | 4      |
| Deportivo          | 2010–11            | 36      | 8    | 4       | 4   | –            | –            | 40      | 12     |
| Deportivo          | Totalt             | 70      | 12   | 9       | 4   | –            | –            | 79      | 16     |
| Atlético Madrid    | 2011–12            | 36      | 7    | 2       | 1   | 19           | 11           | 57      | 19     |
| Atlético Madrid    | 2012–13            | 32      | 3    | 7       | 1   | 9            | 0            | 48      | 4      |
| Atlético Madrid    | 2013–14            | 22      | 1    | 8       | 0   | 8            | 2            | 38      | 3      |
| Atlético Madrid    | Totalt             | 90      | 11   | 17      | 2   | 36           | 13           | 143     | 26     |
| Totalt i karriären | Totalt i karriären | 250     | 33   | 38      | 7   | 38           | 13           | 326     | 53     |

## Meriter

### Klubblag
Atlético Madrid
- UEFA Europa League: 2011–12
- Uefa Super Cup: 2012
- Copa del Rey: 2012–13
- La Liga: 2013–14

### Landslag
Spanien U21
- U21-Europamästerskapet i fotboll: 2011

### Individuellt
- U20-världsmästerskapet i fotboll 2007: Silverskon (5 mål)
- U21-Europamästerskapet i fotboll 2011: Guldskon (5 mål), Team of the Tournament